# Giuseppe Culicchia
Giuseppe Culicchia (Torino, 30 aprile 1965) è uno scrittore, saggista e traduttore italiano.

## Biografia
Nato e cresciuto a Torino, figlio d'un barbiere siciliano e di un'operaia piemontese di Nole (Elisabetta Tibaldi, zia materna del brigatista rosso Walter Alasia), le sue prime prove letterarie sono stati alcuni racconti inclusi nell'antologia Papergang (1990) nell'ambito del progetto di scrittura giovanile "Under 25" , curato da Pier Vittorio Tondelli per Transeuropa Edizioni. Nel 1994 è stato pubblicato il suo primo romanzo Tutti giù per terra (Premio Montblanc 1993 e Premio Grinzane Cavour Esordienti 1995), con il quale è stato in copertina sull'Indice dei Libri del Mese diretto da Cesare Cases, e dal quale nel 1997 è stato tratto un film diretto da Davide Ferrario con Valerio Mastandrea. Walter, il ventenne protagonista del libro, è a tutti gli effetti il primo "precario" della narrativa italiana. Con Il paese delle meraviglie, romanzo ambientato nell'Italia del 1977, ha affrontato il tema dei cosiddetti Anni di Piombo, visti attraverso gli occhi dei due protagonisti adolescenti Attila e Zazzi. In Brucia la città ha raccontato invece il tempo presente, ovvero gli anni della cocaina (l'autore ha dichiarato in più occasioni che il titolo di lavoro del libro era "Noi pupazzi di neve"). Il suo Torino è casa mia, uscito nel 2005 nella collana Contromano di Laterza, è diventato un long-seller.
Per Feltrinelli ha curato la traduzione del romanzo Le avventure di Huckleberry Finn di Mark Twain. Per Einaudi ha curato la traduzione dei romanzi American Psycho, Lunar Park e Imperial Bedrooms di Bret Easton Ellis. Per Garzanti ha tradotto nel 2001 la raccolta di racconti di F.X. Toole Lo sfidante, da cui Clint Eastwood ha tratto il film Million Dollar Baby e dal francese il saggio Perché i mega-ricchi stanno distruggendo il Pianeta di Hervé Kempf. Per minimum fax ha tradotto i Racconti dell'Età del Jazz di Francis Scott Fitzgerald.
I suoi libri sono stati pubblicati in Germania, Francia, Spagna, Catalogna, Paesi Bassi, Grecia, Russia, Romania, Repubblica Ceca, Corea del Sud, Turchia.
Dal 2007 al 2009 ha diretto il Bookstock Village della Fiera del Libro di Torino. Nel 2014 ha diretto la sezione Officina del Salone del Libro di Torino. Dal 1994 collabora con l'inserto Tuttolibri del quotidiano La Stampa, occupandosi solo di autori stranieri. 
Cura da diversi anni una rubrica sul settimanale Torinosette in allegato al medesimo quotidiano:  Muri e duri (da cui è tratto l'omonimo libro) per tre anni, A spasso con Anselm (da cui è tratto l'omonimo libro) e da settembre 2008 Gente di Torino. Nel corso degli anni ha intervistato tra gli altri Joe Strummer, Isabelle Huppert, Fernanda Pivano, Bret Easton Ellis, Jonathan Safran Foer, Alberto Arbasino, Joey Ramone, Bruno Dumont. Ha inoltre scritto il testo introduttivo del libro fotografico "Piemonte" di Josef Koudelka (Magnum) e collaborato con l'artista Paolo Grassino per la realizzazione del volume Ossa Rotte.
Nel febbraio 2021 pubblica il romanzo Il tempo di vivere con te sul cugino Walter Alasia, militante delle Brigate Rosse ucciso dalla polizia durante un tentativo di arresto nel dicembre 1976.
Nell'aprile 2025, diventa direttore della fondazione Circolo dei Lettori di Torino, succedendo a Elena Loewenthal.

## Opere

### Romanzi
- Tutti giù per terra, Milano, Garzanti, 1994. ISBN 88-11-62003-1.
- Paso doble, Milano, Garzanti, 1995. ISBN 88-11-62009-0.
- Bla bla bla, Milano, Garzanti, 1997. ISBN 88-11-62027-9.
- Ambarabà, Milano, Garzanti, 2000. ISBN 88-11-62038-4.
- A spasso con Anselm, Milano, Garzanti, 2001. ISBN 88-11-62041-4.
- Liberi tutti, quasi, Milano, Garzanti, 2002. ISBN 88-11-62042-2.
- Il paese delle meraviglie, Milano, Garzanti, 2004. ISBN 88-11-62039-2.
- Un'estate al mare, Milano, Garzanti, 2007. ISBN 978-88-11-62049-5.
- Brucia la città, Milano, Mondadori, 2009. ISBN 978-88-04-58438-4.
- Ameni inganni, Milano, Mondadori, 2011. ISBN 978-88-04-60663-5.
- Venere in metrò, Milano, Mondadori, 2012. ISBN 978-88-04-61618-4.
- Ba-da-bum! (Ma la Mole no). La canzone della Mole cantata dal suo architetto, Milano, Feltrinelli, 2013. ISBN 978-88-07-88178-7.
- Tutti giù per terra. Remixed, Milano, Mondadori, 2014. ISBN 978-88-04-63838-4.
- Ma in seguito a rudi scontri, Milano, Rizzoli, 2014. ISBN 978-88-17-06868-0.
- Il mistero della sfinge tatuata, Roma-Bari, Laterza, 2016. ISBN 978-88-581-2622-6.
- Essere Nanni Moretti, Milano, Mondadori, 2017. ISBN 978-88-04-64159-9.
- Il cuore e la tenebra, Mondadori, 2019. ISBN 978-88-0470-803-2.
- È successo anche a me, Giunti Editore, 2020. ISBN 978-88-0988-542-4.
- Il tempo di vivere con te, Milano, Mondadori, 2021. ISBN 978-88-0472-235-9.
- La bambina che non doveva piangere, Milano, Mondadori, 2023. ISBN 9788804761105.
- Uccidere un fascista, Milano, Mondadori, 2025. ISBN 9788804761358.

### Racconti
In antologie collettive
- In Papergang (Under 25 III), a cura di Pier Vittorio Tondelli, Ancona, Transeuropa, 1990. ISBN 88-7828-045-3.
  - Una questione di intuito
  - Vita da cani
  - Il sorriso di Jessica Lange
  - Fuori programma
  - Il grande sogno americano

Raccolte
- Unisex. Racconto su di te, 7 fermate, Milano, Subway letteratura, 1998.
- Monopoli, Torino, La Stampa, 1999.
- Agnolotti, Bra, Slow Food, 2016. ISBN 978-88-8499-417-2.
- Padre mio, perché mi hai abbandonato? La crocifissione, Cantalupa, Effatà, 2017. ISBN 978-88-6929-256-9.
- Neoneli. Un (in) canto, Ghilarza, Licanias, 2018.

### Saggistica
- Clash. Testi con traduzione a fronte, a cura di e con Alberto Campo, Firenze, Giunti, 1998. ISBN 88-09-21509-5.
- Torino è casa mia, Roma-Bari, Laterza, 2005. ISBN 88-420-7584-1.
- La forma di un sogno, Torino, Gruppo Pininfarina, 2005.
- Muri & duri. Analisi, esegesi, fenomenologia comparata e storia dei reperti vandalici in Torino, Scarmagno, Priuli & Verlucca, 2006. ISBN 88-8068-301-2.
- Ecce Toro, Roma-Bari, Laterza, 2006. ISBN 88-420-8025-X.
- Giuseppe Culicchia legge Torino è casa mia, 4 CD, Roma, Emons Italia, 2008. ISBN 978-88-95703-06-0.
- Sicilia, o cara. Un viaggio sentimentale, Milano, Feltrinelli, 2010. ISBN 978-88-07-49095-8.
- E così vorresti fare lo scrittore, Roma-Bari, 2013. ISBN 978-88-581-0858-1.
- Torino è casa nostra, Roma-Bari, Laterza, 2015. ISBN 978-88-581-1719-4.
- Fuori porta. Viaggi e vacanze dei piemontesi tra '800 e '900, Torino, Consiglio regionale del Piemonte, 2015. ISBN 978-88-96074-92-3.
- My little China girl, Torino, EDT, 2015. ISBN 978-88-592-0776-4.
- Mi sono perso in un luogo comune. Dizionario della nostra stupidità, Torino, Einaudi, 2016. ISBN 978-88-06-22882-8.
- Di cosa stiamo parlando? Le frasi e i tic della lingua quotidiana, a cura di Filippo La Porta, Bologna, Damiani, 2017. ISBN 978-88-99438-14-2.
- Superga1949: il destino del grande Torino ultima epopea dell'Italia unita, Corriere della Sera-La Gazzetta dello Sport, 2019

### Drammaturgie
- Ritorno a Torino dei Signori Tornio. Atto unico, Torino, Einaudi, 2007. ISBN 978-88-06-18557-2.

## Filmografia
- A spasso con i fantasmi. Un viaggio nella Torino dell'800 (2018), documentario tratto dal libro I miei tempi di Vittorio Bersezio

## Premi e riconoscimenti
- 1993 – Premio Montblanc, con Tutti giù per terra
- 1995 – Premio Grinzane Cavour Esordienti, con Tutti giù per terra
- 2001 – Finalista al Premio Bergamo, con Ambarabà[1]